# Kesjön
Kesjön är en sjö i Malung-Sälens kommun och Älvdalens kommun i Dalarna som ingår i Dalälvens huvudavrinningsområde. Gränsen mellan de två kommunerna skär sjön i nord-sydlig riktning. Sjön är 4 meter djup, har en yta på 0,892 kvadratkilometer och befinner sig 448,1 meter över havet. Sjön avvattnas av vattendraget Kesjöån. På sjöns östra strand, på den sida som ligger i Älvdalens kommun, finns en samling fritidshus i Kesjöns fritidsområde. Vid sjöns södra ände passerar länsväg W1037 som går från Sörsjön via Nornäs till Hållbovallen.

## Delavrinningsområde
Kesjön ingår i delavrinningsområde (681566-135989) som SMHI kallar för Ovan Tallåsbäcken. Medelhöjden är 455 meter över havet och ytan är 6,41 kvadratkilometer. Det finns inga avrinningsområden uppströms utan avrinningsområdet är högsta punkten. Kesjöån som avvattnar avrinningsområdet har biflödesordning 4, vilket innebär att vattnet flödar genom totalt 4 vattendrag innan det når havet efter 485 kilometer. Avrinningsområdet består mestadels av skog (60 procent) och sankmarker (17 procent). Avrinningsområdet har 0,89 kvadratkilometer vattenytor vilket ger det en sjöprocent på 13,9 procent.